# Józef Prozor
Józef Prozor herbu własnego (ur. 14 marca 1723 w Bobcinie, zm. 22 października 1788 w Siehniewiczach) – wojewoda witebski w latach 1781–1787, kasztelan witebski 1774–1781, marszałek Trybunału Głównego Wielkiego Księstwa Litewskiego w 1781 roku, starosta kowieński od 1764, generał major armii Wielkiego Księstwa Litewskiego od 1762, członek Rady Nieustającej w 1776 roku, podstarości kowieński, wojski kowieński w 1755 roku, starosta kowieński w 1764 roku, obersztelejtnant Jego Królewskiej Mości w 1756 roku.

## Życiorys
Syn podstolego, a następnie wojskiego kowieńskiego Stanisława Prozora i Róży z Syruciów. Brat Judyty, żony pamiętnikarza Ignacego Błażeja Łopacińskiego.
Kształcił się w Akademii Rycerskiej w Lunéville, którą opuścił w 1741 roku. Wyjeżdżając z Lotaryngii, otrzymał patent na porucznika piechoty Księstw Lotaryngii i Baru. W zrobieniu kariery Prozorowi wydatnie pomógł jego wuj, kasztelan witebski Szymon Syruć (później także ojczym pierwszej żony Józefa Prozora, Felicjanny z Niemirowiczów-Szczyttów).
Poseł kowieński na sejm 1756 i 1758 roku. Był członkiem konfederacji generalnej Wielkiego Księstwa Litewskiego w 1764 roku. Był posłem na sejm konwokacyjny (1764) z powiatu kowieńskiego. Poseł z powiatu kowieńskiego na sejm koronacyjny 1764 roku. Członek Departamentu Skarbowego Rady Nieustającej w 1777 roku. Sędzia sejmowy kadencji 1784 i 1786.
Na Sejmie Rozbiorowym w 1775 roku powołany do Komisji Skarbowej Wielkiego Księstwa Litewskiego. Jako wpływowy senator i starosta w Kowieńskiem był na tamtejszych sejmikach przywódcą stronnictwa regalistycznego i jednocześnie zagorzałym przeciwnikiem spokrewnionych klanów Zabiełłów i Kossakowskich.
Odziedziczył po ojcu Bobcin i Poniewież na Żmudzi, a po wuju Syruciu Poniemuń w Kowieńskiem i Romajnie na Żmudzi. W 1748 otrzymał królewszczyznę Giewałtów, miał dzierżawę Kizów (Kijów), w 1754 dostał Bobty – gdzie w 1771 odnowił kościół parafialny. Po kasacie zakonu jezuitów przejął dobra Szaniec w Kowieńskiem. Druga żona wniosła mu Dudzicze w woj. mińskim, gdzie w 1769 zbudował duży, drewniany dwór i utrzymywał kapelę nadworną. Do Dudzicz przeniósł stadniny koni z Romajń i Bobcina, a w 1780 ufundował tam cerkiew unicką i dwuklasową szkołę dla chłopców, Trzecia żona wniosła w posagu – Siehniewicze w woj. brzeskim-litewskim. Odpowiadając na apel Komisji Edukacji Narodowej, już w r. 1774 wybudował szpital i szkółkę dla włościan w jednym ze swych majątków (najprawdopodobniej w Siehniewiczach).
Ostatnie lata życia spędzał w Dudziczach i Siehniewiczach.
Zmarł 22 października 1788 w Siehniewiczach, gdzie został pochowany w tamtejszym kościele, który ufundował wraz z żoną w 1785.
Odznaczony Orderem Świętego Stanisława w 1775 i Orderem Orła Białego w 1785,

## Życie prywatne
Poślubił Felicjannę Niemirowicz-Szczytt, córkę kasztelana mścisławskiego Józefa Niemirowicza-Szczytta i Petroneli z Wołodkowiczów II v. za kasztelanem witebskim Szymonem Syruciem, a wnuczkę kasztelana smoleńskiego Krzysztofa Benedykta Niemirowicza-Szczytta.
Z Felicjanną miał dzieci:
- Karola Antoniego, ożenionego z Ludwiką Konstancją ks. Szujską (córką Adama i Marianny z Chaleckich – trzeciej żony Józefa Prozora)
- Antoniego, ożenionego z Zofią z Zabiełłów
- Ignacego Kajetana, ożenionego z Anielą z Oskierków
- Petronelę za podstarościm kowieńskim Józefem Karęgą
- Mariannę za szambelanem JKM Ignacym Bykowskim[9]

Po przedwczesnej śmierci Felicjanny (zm. 11 września 1766 w Bobtach) ożenił się ponownie w 1767 z podczaszanką wołkowyską Aleksandrą Zaranek (zm. 6 maja 1771 w Dudziczach), z którą miał dwie córki:
- Barbarę I v. za dyplomatą Franciszkiem Bukatym II v. za Ksawerym Lipskim (synem kasztelana łęczyckiego Tadeusza Lipskiego)
- Różę za Stanisławem Jelskim.

Trzecią żoną była Marianna Chalecka (zm. 1826), wdowa po Adamie ks. Szujskim. Małżeństwo było bezdzietne.